# Formule 3000 v roce 2004
Formule 3000 v roce 2004 byla dvacátým a zároveň posledním ročníkem disciplíny Formule 3000. Uskutečnilo se 10 Velkých cen této formule a mistrem světa se stal italský jezdec Vitantonio Liuzzi s vozem Lola B2/50.

## Pravidla
Boduje prvních 6 jezdců podle klíče:
- První - 9 bodů
- Druhý - 6 bodů
- Třetí - 4 body
- Čtvrtý - 3 body
- Pátý - 2 body
- Šestý - 1 bod

## Velké ceny
| Datum        | Závod                     | Vítěz              | Vůz        | Výsledky |
| ------------ | ------------------------- | ------------------ | ---------- | -------- |
| 24. duben    | Imola                     | Vitantonio Liuzzi  | Lola B2/50 | Výsledky |
| 8. květen    | Barcelona                 | Vitantonio Liuzzi  | Lola B2/50 | Výsledky |
| 22. květen   | Monte Carlo               | Vitantonio Liuzzi  | Lola B2/50 | Výsledky |
| 29. květen   | Nürburgring               | Enrico Toccacelo   | Lola B2/50 | Výsledky |
| 3. červenec  | Magny Cours               | Vitantonio Liuzzi  | Lola B2/50 | Výsledky |
| 10. červenec | BRDC International Trophy | Vitantonio Liuzzi  | Lola B2/50 | Výsledky |
| 24. červenec | Hockenheim                | Vitantonio Liuzzi  | Lola B2/50 | Výsledky |
| 14. srpen    | Hungaroring               | Patrick Friesacher | Lola B2/50 | Výsledky |
| 28. srpen    | Spa                       | Robert Doornbos    | Lola B2/50 | Výsledky |
| 11. září     | Monza                     | Vitantonio Liuzzi  | Lola B2/50 | Výsledky |

## Konečné hodnocení Mistrovství Světa

### Jezdci
| P  | Jezdec               | Tým                 | Vůz | Body |
| -- | -------------------- | ------------------- | --- | ---- |
| 1  | Vitantonio Liuzzi    | Arden               |     | 86   |
| 2  | Enrico Toccacelo     | BCN Compétition     |     | 56   |
| 3  | Robert Doornbos      | Arden               |     | 44   |
| 4  | Tomáš Enge           | Ma-Con Engineering  |     | 38   |
| 5  | Patrick Friesacher   | Super Nova          |     | 33   |
| 6  | José María López     | CMS Performance     |     | 28   |
| 7  | Esteban Guerrieri    | BCN Competition     |     | 28   |
| 8  | Raffaele Giammaria   | AEZ I.E Engineering |     | 27   |
| 9  | Yannick Schroeder    | Durango             |     | 13   |
| 10 | Tony Schmidt         |                     |     | 11   |
| 11 | Jeffrey Van Hooydonk |                     |     | 8    |
| 12 | Ernesto Viso         |                     |     | 7    |
| 13 | Mathius Lauda        |                     |     | 5    |
| 14 | Alan Van de Merwe    |                     |     | 2    |
| 15 | Nico Verdonck        |                     |     | 1    |
| 16 | Jan Heylen           |                     |     | 1    |
| 17 | Rodrigo Ribeiro      |                     |     | 1    |
| 18 | Matteo Grassotto     |                     |     | 1    |